# بابلو بياتي
بابلو دانييل بياتي (مواليد 31 مارس 1989) لاعب كرة قدم أرجنتيني يلعب حاليًا مع نادي إسبانيول الإسباني على سبيل الإعارة من نادي فالنسيا. يلعب بياتي أساسًا في مركز الجناح الأيسر، كما يجيد اللعب في مركز المهاجم الثاني والمهاجم.

## روابط خارجية
- بابلو بياتي على موقع الاتحاد الدولي (مؤرشف)  (الإنجليزية)
- بابلو بياتي على موقع الدوري الأمريكي (الإنجليزية)
- بابلو بياتي على موقع قاعدة بيانات كرة القدم.إي يو (الإنجليزية)
- بابلو بياتي على موقع ناشيونال فوتبول تيمز (الإنجليزية)
- بابلو بياتي على موقع Soccerbase.com (لاعب) (الإنجليزية)
- بابلو بياتي على موقع Soccerway.com (الإنجليزية)
- بابلو بياتي على موقع عالم كرة القدم.نت (الإنجليزية)
- بابلو بياتي على موقع كووورة
- بابلو بياتي على موقع AS.com (الإسبانية)